# Copris inemarginatus
Copris inemarginatus là một loài bọ cánh cứng trong họ Bọ hung (Scarabaeidae).